# 熊谷杏実
熊谷 杏実（くまがい あみ、1996年10月8日 - ）は日本の元子役女優である。東京都出身。

## 出演
- ちびまる子ちゃん（2006年、フジテレビ） - みぎわ花子役
- がきんちょ〜リターン・キッズ〜（2006年、TBS）

| スタブアイコン | サブスタブ | この項目は、まだ閲覧者の調べものの参照としては役立たない、俳優（男優・女優）に関連した書きかけの項目です。この項目を加筆・訂正などしてくださる協力者を求めています（P:映画/PJ芸能人）。 |